# Brusson (Marne)
Brusson és un municipi francès, situat al departament del Marne i a la regió del Gran Est.